# آنيكوسكي

موقع آنيكوسكي.

شعار آنيكوسكي.

آنيكوسكي (بالفنلندية: Äänekoski) مدينة فنلندية، تقع في إقليم فنلندا الوسطى. يبلغ عدد قاطنيها 20.308 ساكن، ويغطي نطاقها البلدي مساحة قدرها 1.138,38 كم² منها 253,84 كم² ماء. وتبلغ الكثافة السكانية 22,96 نسمة/كم². وهي البلدية أحادية اللغة وهي الفنلندية.
في عام 2004، وقع في آنيكوسكي أسوأ حادث مروري على الإطلاق في فنلندا، كارثة حافلة كونغنكنغاس.

## وصلات خارجية
- مدينة آنيكوسكي – الموقع الرسمي